# Froy Gutierrez
 (juillet 2020).
Si vous disposez d'ouvrages ou d'articles de référence ou si vous connaissez des sites web de qualité traitant du thème abordé ici, merci de compléter l'article en donnant les références utiles à sa vérifiabilité et en les liant à la section « Notes et références ».
Froylan « Froy » Gutierrez, né le 27 avril 1998 à Dallas, au Texas, est un acteur et musicien américain. 
Il est notamment connu pour avoir interprété le personnage de Nolan Holloway dans la série Teen Wolf.

## Biographie
Il se lance aussi dans la chanson avec son premier single intitulé Sideswipe, appartenant à l'album du même nom. En 2019, il sort également les chansons Fix me, Crash et When it's midnight. 
Il étudie à la Booker T. Washington High School for the Performing and Visual Arts.

## Vie privée
En juin 2023, il s'affiche en couple aux côtés de l'acteur Zane Phillips (en).

## Filmographie

### Cinéma
- 2017 : A Cowgirl's Story : Jason
- 2017 : The Halloween Party (court métrage) : Max
- 2018 : The Vampyre : un garçon anglais
- 2020 : Dembanger : Wes Scott
- 2022 : Hocus Pocus 2 d'Anne Fletcher : Mike
- 2024 : Les Intrus (The Strangers: Chapter 1) de Renny Harlin : Ryan

### Télévision
- 2015 - 2016  : Bella et les Bulldogs : Charlie (3 épisodes)
- 2016 : Les Goldberg : Ben (2 épisodes)
- 2017 : Au fil des jours : Josh (4 épisodes)
- 2017 : Teen Wolf : Nolan Holloway (8 épisodes)
- 2018 : Liza on Demand : Doug (1 épisode)
- 2019 : Light as a Feather : Ridge Reyes (6 épisodes)
- 2020 : Wireless : Brad Carnegie
- 2021 : Cruel Summer : Jamie Henson

## Voix françaises
- Aurélien Raynal dans :
  - Cruel Summer (série télévisée)
  - Hocus Pocus 2
  - Les Intrus

Et aussi
- Tom Boutry dans Au fil des jours (série télévisée)
- Maxime Baudouin dans Teen Wolf (série télévisée)